# Zweikrafttriebfahrzeug

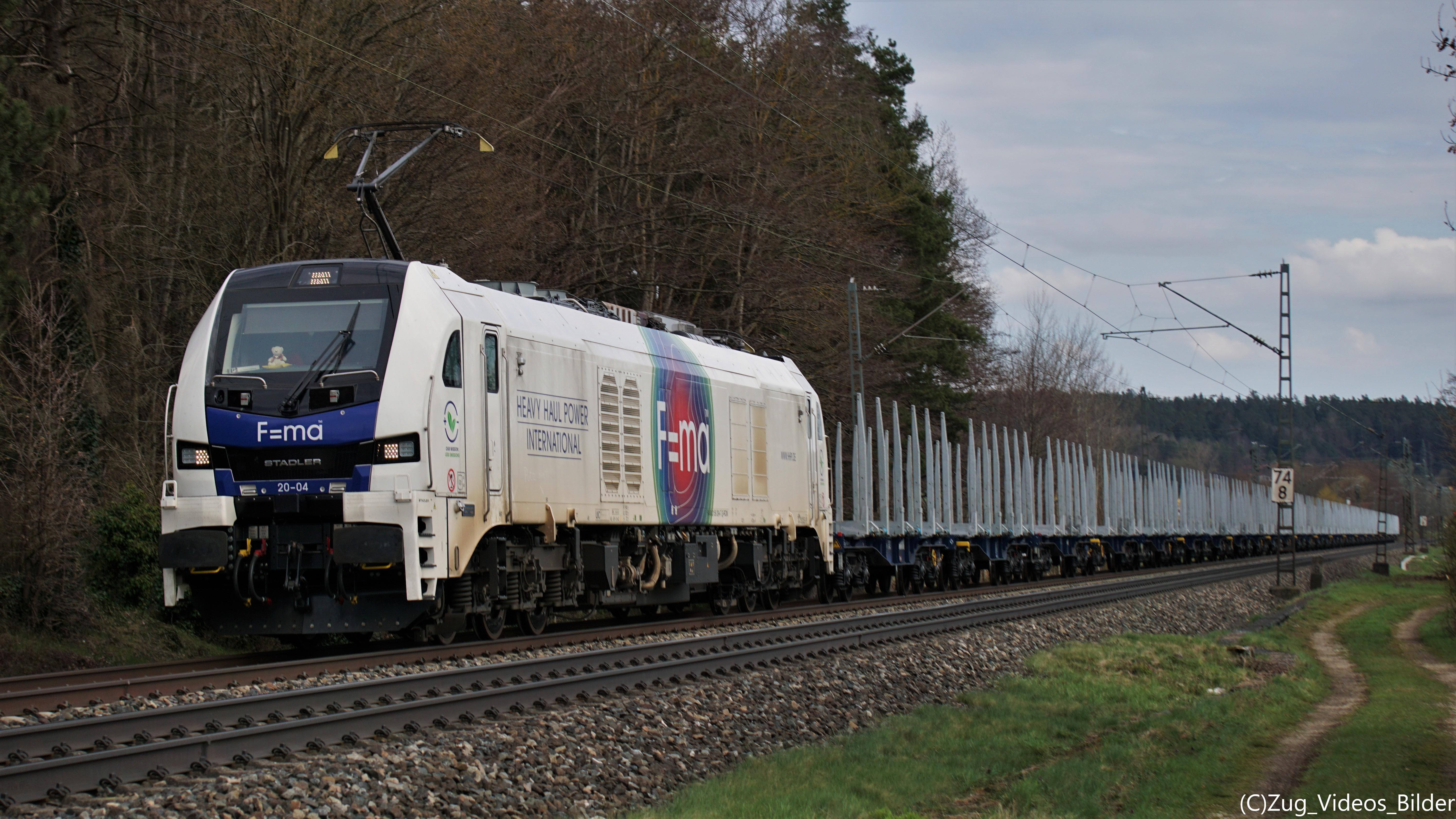
Stadler Eurodual 159 204 der HHPI, 2021

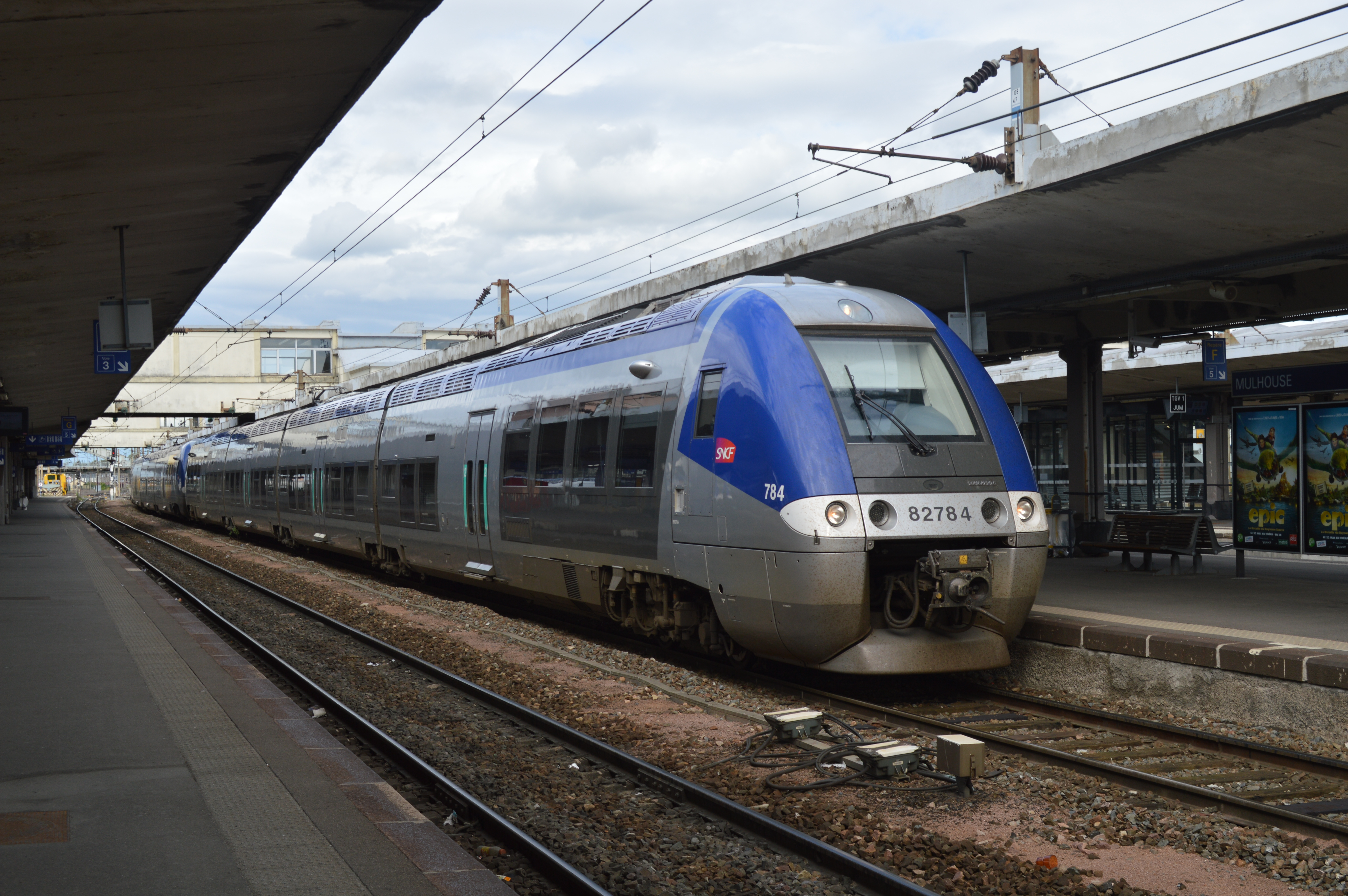
SNCF-Zweikrafttriebzug der Baureihe B 82500 im Bahnhof Mulhouse-Ville

Ein Zweikrafttriebfahrzeug ist ein Triebfahrzeug, das mit zwei unterschiedlichen Energiequellen betrieben werden kann. Dieses Schienenfahrzeug ist entweder eine Zweikraftlokomotive oder ein Zweikrafttriebzug beziehungsweise -triebwagen. Meistens handelt es sich um elektrisch angetriebene Fahrzeuge, deren Fahrstrom wahlweise aus einer Oberleitung oder Stromschiene entnommen oder alternativ mit einem Dieselmotor, der einen Generator antreibt, auf dem Fahrzeug selbst erzeugt werden kann (dieselelektrischer Antrieb). Durch diese Technik sind die Fahrzeuge flexibel einsetzbar, da sie als Fahrzeuge mit Stromabnehmern einerseits auf nicht elektrifizierten Bahnen fahren können, ohne dass ein Lokwechsel notwendig ist, und andererseits ihren Verbrennungsmotor auf elektrifizierten Strecken nicht einsetzen müssen. Nachteilig ist hingegen die hohe Masse aufgrund der zwei Antriebssysteme.
Zweikraftfahrzeuge sind keine Hybridfahrzeuge, da der für einen Hybridantrieb notwendige zweite Energiespeicher, meist in Form einer Batterie, in die Bremsenergie zurückgespeist wird, fehlt. Sie können vergleichsweise einfach aus dieselelektrischen Fahrzeugen hergerichtet werden, wenn der Gleichstrom ab Fahrleitung eine ähnliche Spannung aufweist wie der vom fahrzeugeigenen Generator erzeugte. Zweikraftfahrzeuge werden oft für Arbeits- oder Bauzüge verwendet, vor allem weil sie auch bei abgeschalteter Oberleitung fahren können.

## Beispiele

### Lokomotiven

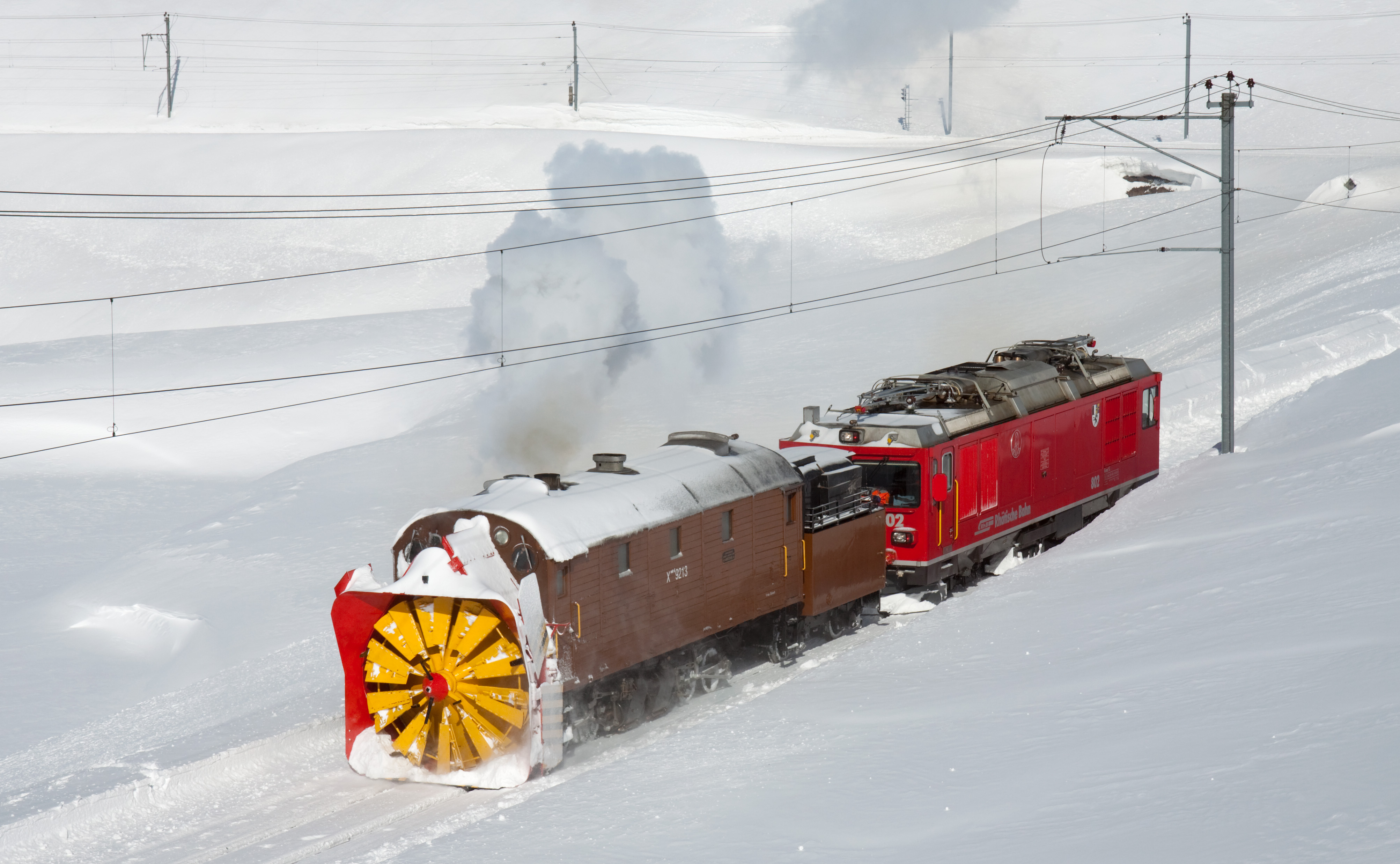
Zweikraftlokomotive der Rhätischen Bahn im Dieseleinsatz (mit Schneeschleuder), deutlich zu erkennen die abgebügelten Stromabnehmer

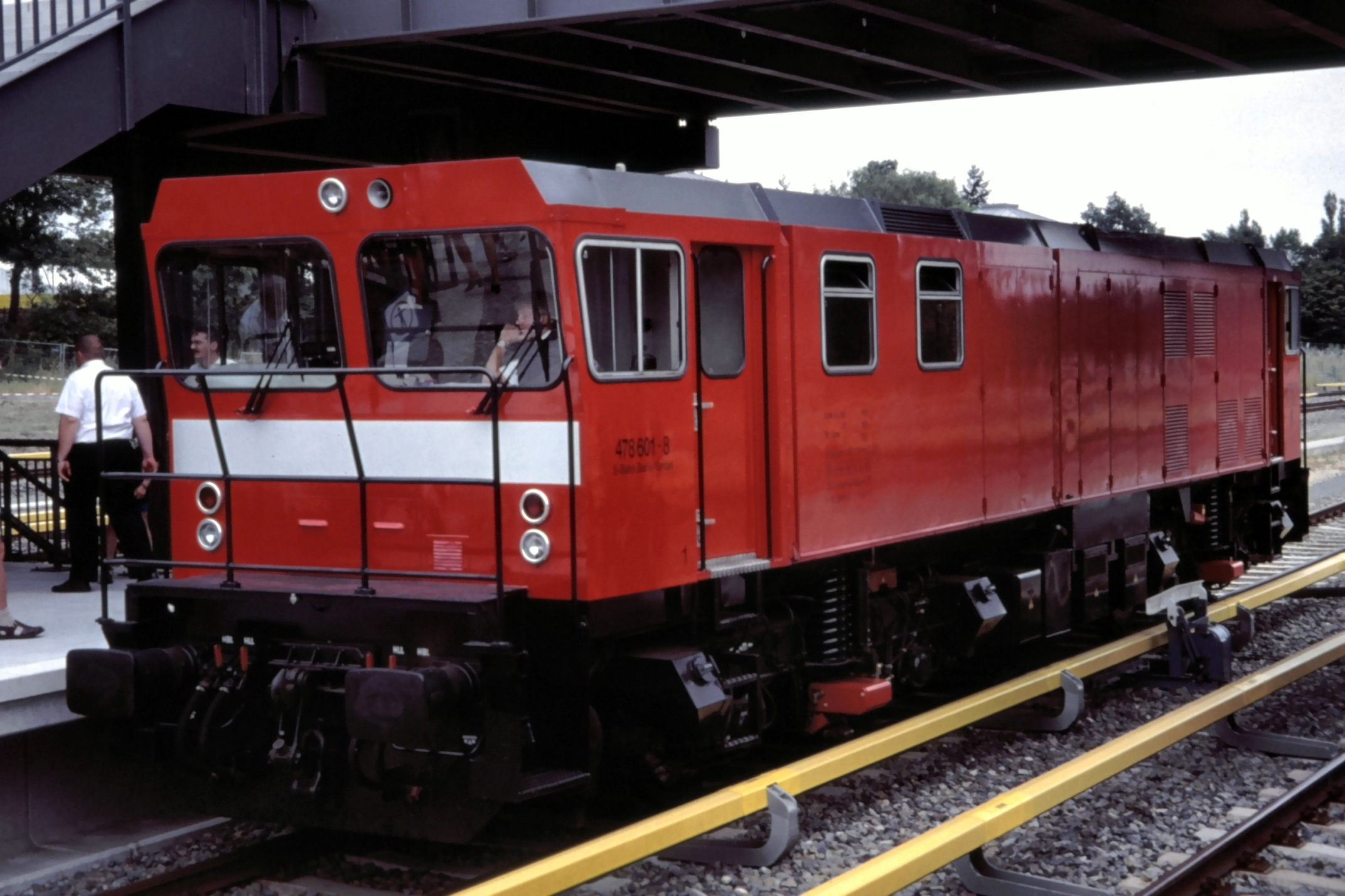
Zweikraftlokomotive 478 601 der DB im Bahnhof Berlin Olympiastadion (1999)

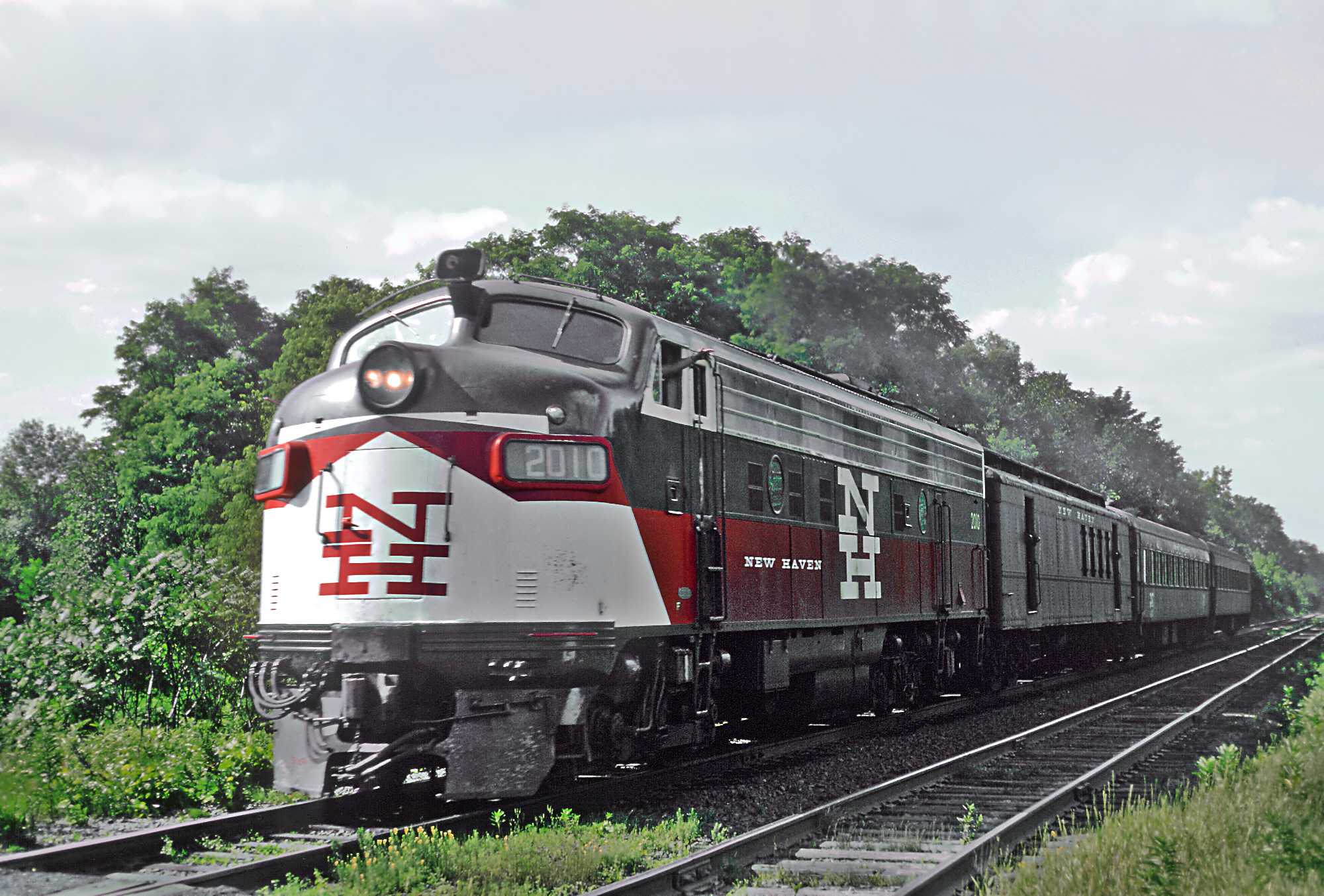
FL9 der NYNH&HR für Dieselantrieb und elektrischen Antrieb mittels Stromschiene, 1968

- Bei der frühen Elektrifizierung des Schweizer Schienennetzes wurden auch Nebengleise überspannt. Somit konnten die meisten Rangieraufgaben mit elektrischen Rangierloks und Traktoren erledigt werden. Zur Bedienung von trotzdem noch vorhandenen nicht elektrifizierten Gleisen wurden zunächst drei Traktoren mit einem Akku ausgerüstet (Tea I). Ab 1950 wurden stattdessen Dieselmotor-Generator-Einheiten eingebaut. So entstanden insgesamt 93 Zweikrafttraktoren dreier unterschiedlicher Leistungsklassen: Tem I 251–275 (1950–1957), Tem II 276–298 (1967) und Tem III 321–365 (1954–1962). Einige wenige dieser Fahrzeuge sind noch in Betrieb.
- Die SBB Eem 6/6 wurde um 1970 in Dienst gestellt, um Diesellokomotiven in Grenzbahnhöfen zu ersetzen.
- Mit der Entwicklung der Zustellkonzepte von SBB Cargo wurden immer mehr Dieselloks eingesetzt, damit die Güterwagen direkt in die Anschlussgleise zugestellt werden können. Weil dabei erhebliche Strecken unter Fahrdraht zurückgelegt werden, wurden in den Jahren 2012–2013 30 Zweikraftloks SBB Eem 923 des Herstellers Stadler Rail in Betrieb genommen.[3]
- Die New Yorker Bahnhöfe Grand Central Terminal und Pennsylvania Station durften nur von elektrischen Fahrzeugen angefahren werden. Deshalb wurden 1956–1960 insgesamt 60 Diesellokomotiven der EMD F-Serie mit einer Speisung ab dritter Schiene gebaut. Diese fünfachsigen Loks mit der Achsfolge Bo'(A1A) wurden als FL9 bezeichnet.[4]
- Die FL9 wurden durch „Genesis“-Lokomotiven des Typs P32AC-DM (dual mode) von GE Transportation Systems ersetzt, die ihrerseits von Siemens Charger abgelöst werden.
- Die Long Island Railroad (LIRR) in New York beschaffte für ihr Netz 1997/98 den Typ DM30AC von EMD Electro-Motive Diesel.
- In Südengland (Southern Region, südlich von London) wurden ab 1962 Zweikraftlok der Class 73, später auch 74 eingesetzt, die ihren Fahrstrom normalerweise aus der seitlichen dritten Schiene bezogen. Zahlreiche dieser Loks sind bis heute im Einsatz.
- Die Deutsche Reichsbahn beschaffte neun Rangierlokomotiven, DR-Baureihe E 80, die auf nicht elektrifizierten Streckenabschnitten ihre Energie aus Akkus bezogen.
- Die Deutsche Bahn AG verfügte nach der Übernahme der S-Bahn Berlin über zwei von Gmeinder gebaute Zweikraftloks der Baureihe 478.6 (Diesel und 750 Volt Gleichspannung über Stromschiene).[5] Diese Lokomotiven wurden 2009 an die Havelländische Eisenbahn (hvle) verkauft
- Die Ewald Kohle AG hat 1964 fünf Lokomotiven des Typs ES 500 von Linke-Hofman-Busch mit Akku- und Oberleitungsbetrieb beschafft, die nach Übernahme durch die Ruhrkohle AG von Zechenbahn- und Hafenbetriebe Ruhr-Mitte eingesetzt wurden. Die Maschinen wurden zwischen 1981 und 1983 auf Drehstromantrieb (Zweisystemfähigkeit) und Hilfsantrieb mit Dieselmotor anstelle der Akkus zu ED 700 umgebaut. Ihre Verschrottung erfolgte 1993.[6]
- Bei Eisenbahn + Häfen in Duisburg fanden größere Stückzahlen von bei Jung (Typ Jung ED) gebauten Zweikraftloks (Diesel und 600 Volt Gleichspannung aus Oberleitung) jahrzehntelang Verwendung. Eine modernere von Henschel gebaute Nachfolgebaureihe wurde nach relativ kurzer Einsatzzeit noch vor den Jung-Loks abgestellt.
- Die ungarische Bahngesellschaft Helyiérdekű Vasút (HÉV) besaß schon in den 1960er Jahren Zweikraftlokomotiven für den Personenverkehr.
- Bei der Rhätischen Bahn fahren seit 1968 zwei Zweikraftlokomotiven der Reihe Gem 4/4.
- Die Chemins de fer du Jura (CJ) bauten 2010 zwei Gepäcktriebwagen De 4/4 I in Zweikraftlokomotiven Gem 4/4 um. Eine Maschine ist bei den CJ im Einsatz, die andere kam zur Meiringen-Innertkirchen-Bahn (MIB).
- In Spanien sind Lokomotiven der Baureihen CAF Bitrac, FEVE-Baureihe 1900 und Euskotren-Baureihe TD2000 im Einsatz.[7]
- New Jersey Transit (NJT) in den USA und die Agence métropolitaine de transport (AMT) in Montreal (Kanada) bestellten bei Bombardier total 46 Zweikraftlokomotiven Bombardier ALP-45DP.
- Die Gütersparte der tschechischen Staatsbahn ČD ließ im Jahr 2008 eine Lok der Baureihe 210 zu einer Zweikraftlok Baureihe 218 umbauen.
- Im März 2019 stellte Siemens Mobility den Prototyp 248 001 (Vectron Dual Mode) vor. Unabhängig von der Betriebsart beträgt die Leistung der Lok am Rad 2000 kW.[8]
- Der Schweizer Hersteller Stadler Rail vertreibt mit der Stadler Eurodual eine sechsachsige Zweikraftlokomotive.
- Elektrische Dampflokomotiven wurden im Zweiten Weltkrieg bei den Schweizerischen Bundesbahnen im Rangierbetrieb eingesetzt.

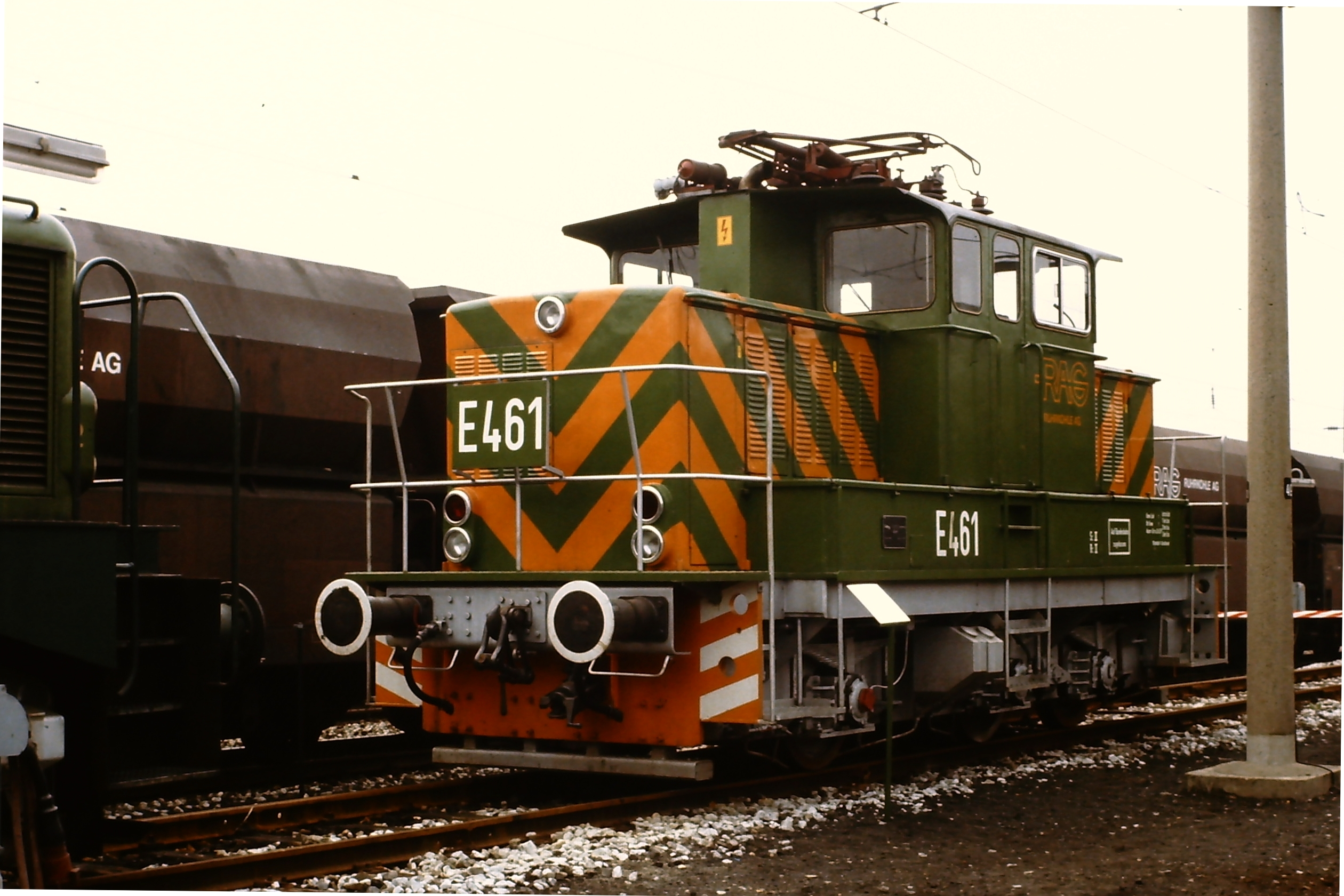
Typ LHB ES 500 der RAG Zechenbahn- und Hafenbetriebe Ruhr-Mitte
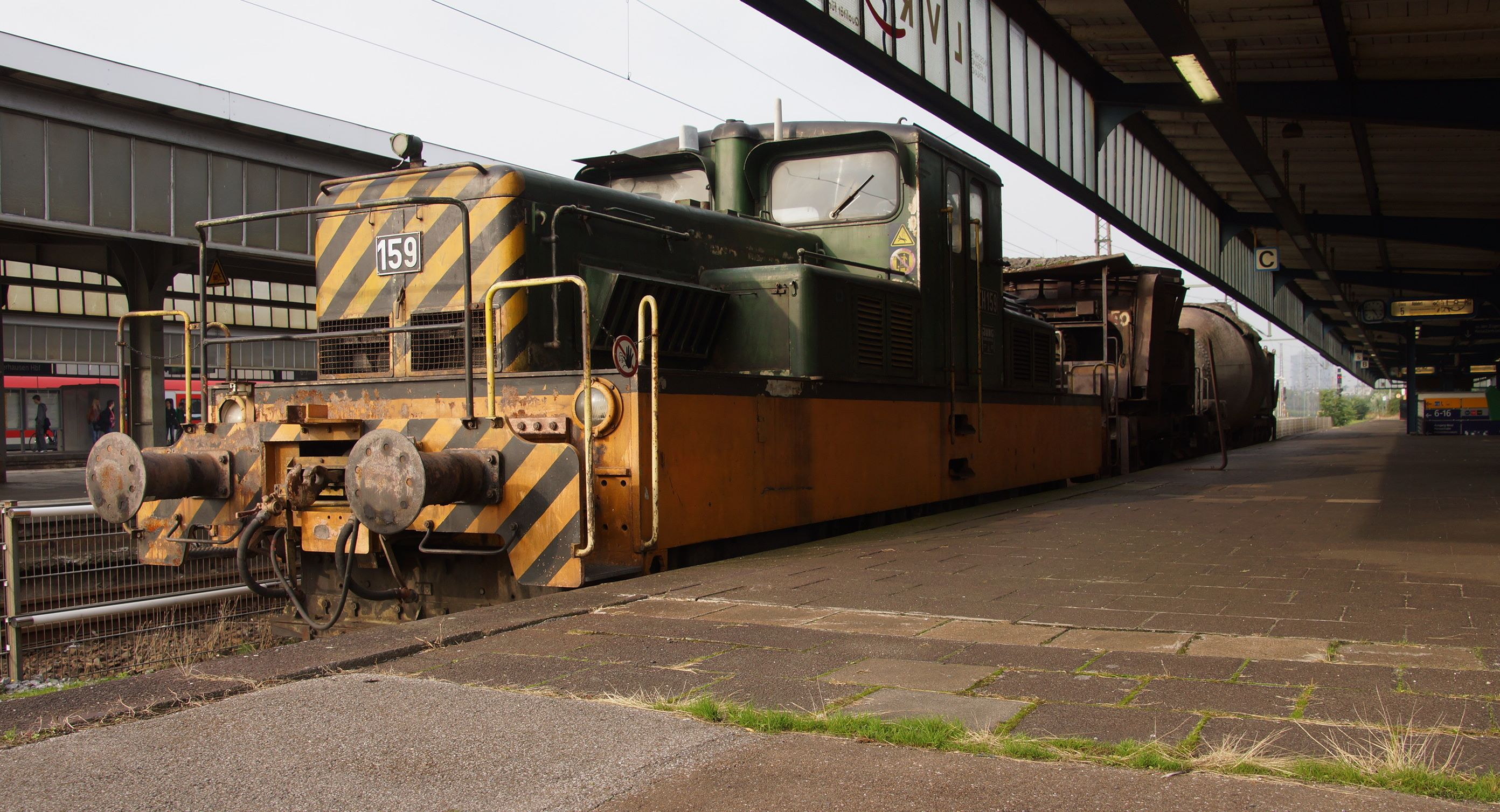
Zweikraftlokomotive Typ Jung ED für Eisenbahn und Häfen am Museumsbahnsteig in Oberhausen.
Rangierlokomotive Eem 6/6 in der Schweiz
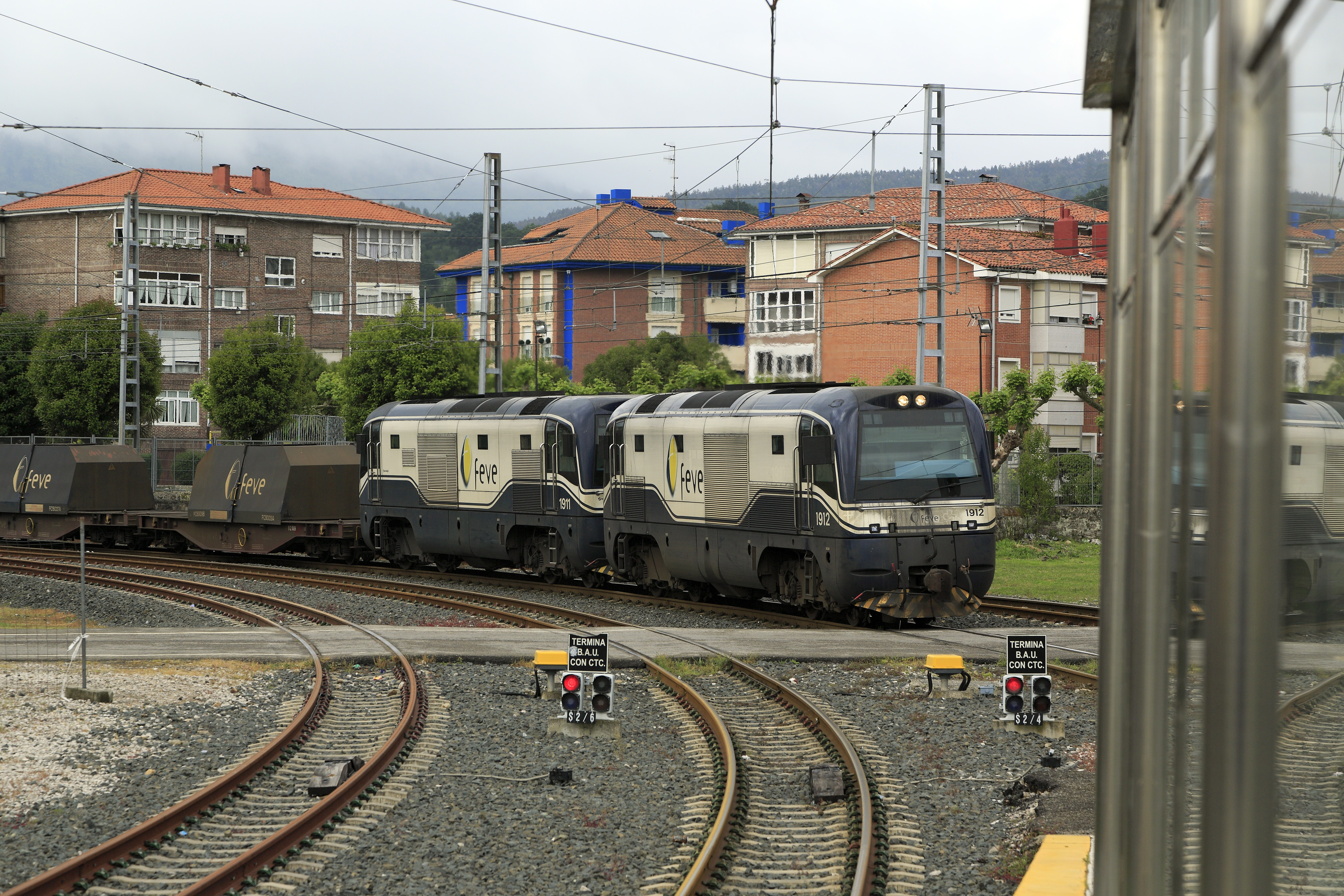
FEVE-Zweikraftlokomotiven 1912 und 1911 im Dieselbetrieb im Bahnhof Cabezón de la Sal
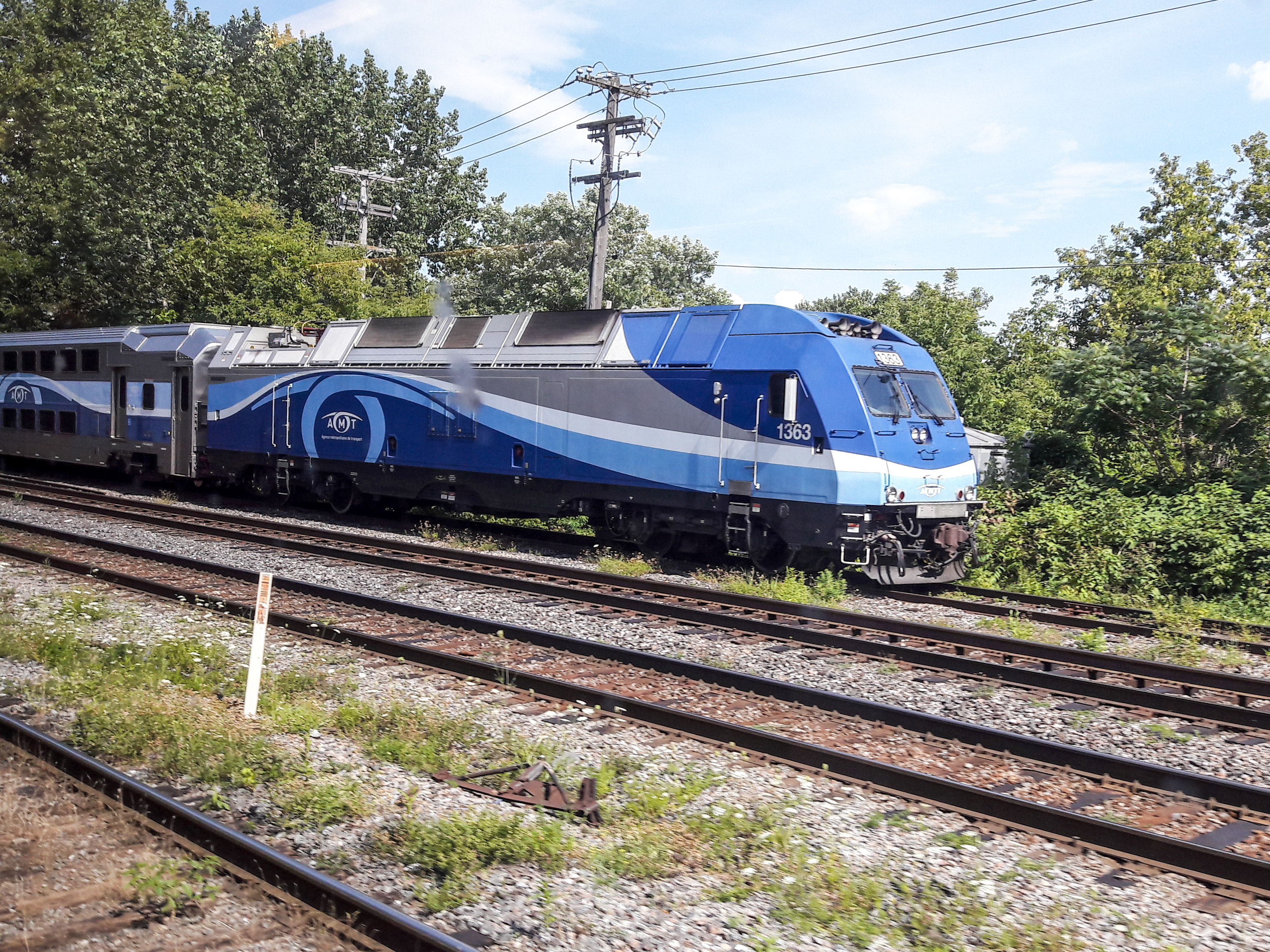
AMT-Zweikraftlokomotive ALP-45DP von Bombardier

### Triebwagen

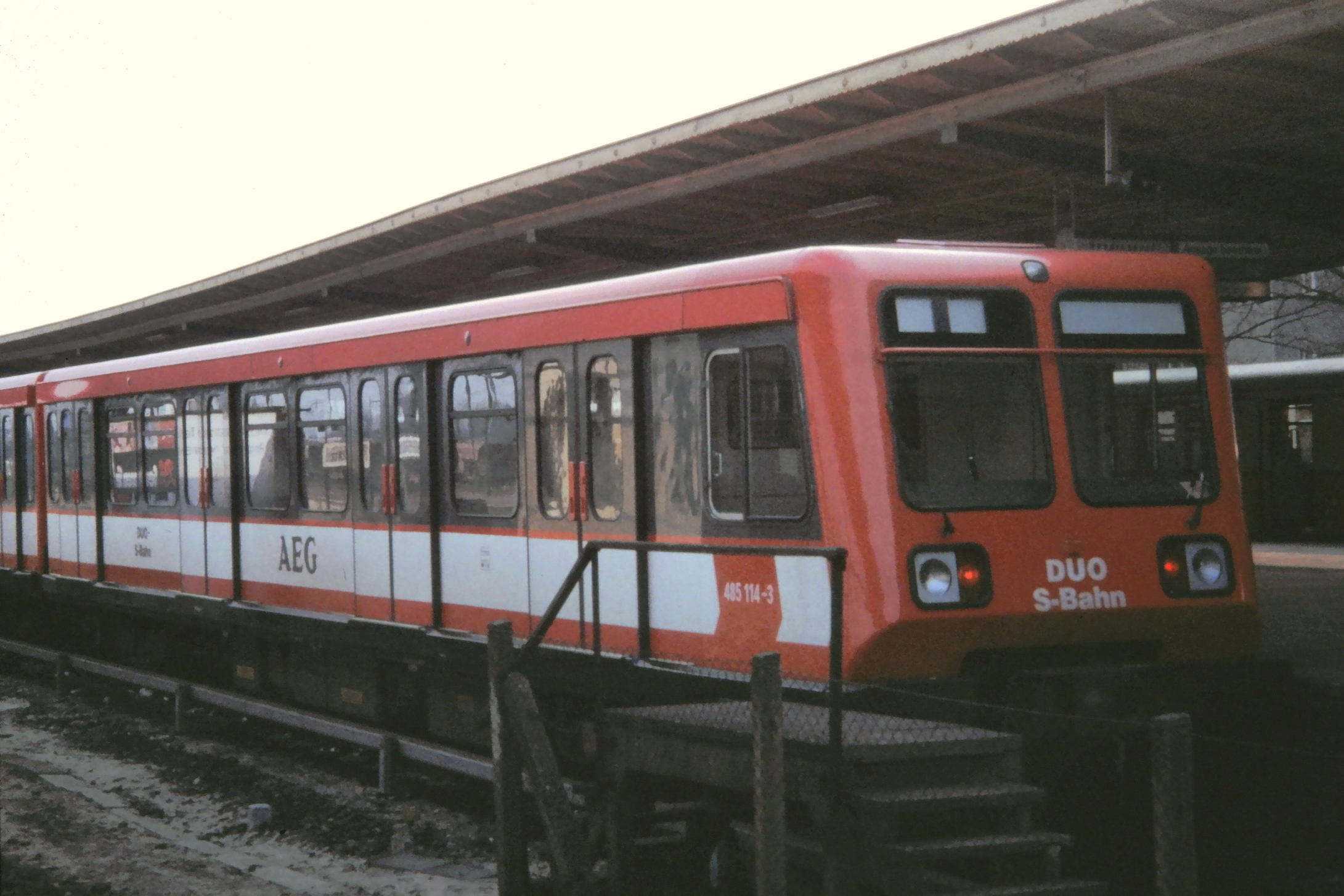
Berliner „Duo S-Bahn“ im Bahnhof Oranienburg

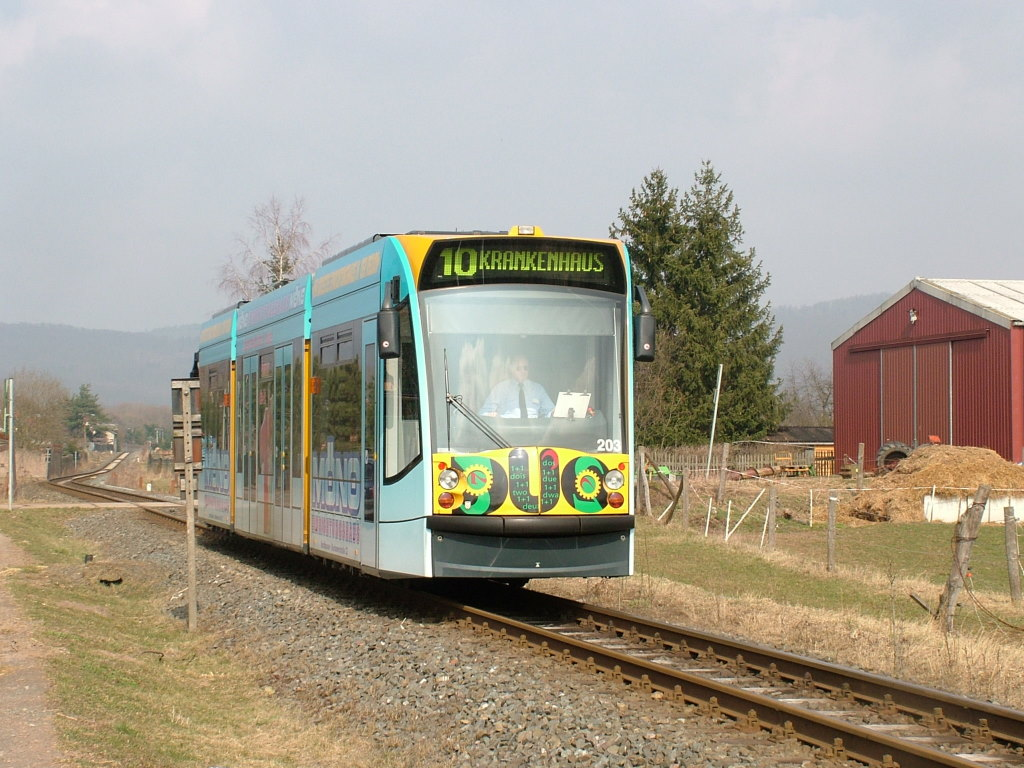
Combino Duo der Straßenbahn Nordhausen

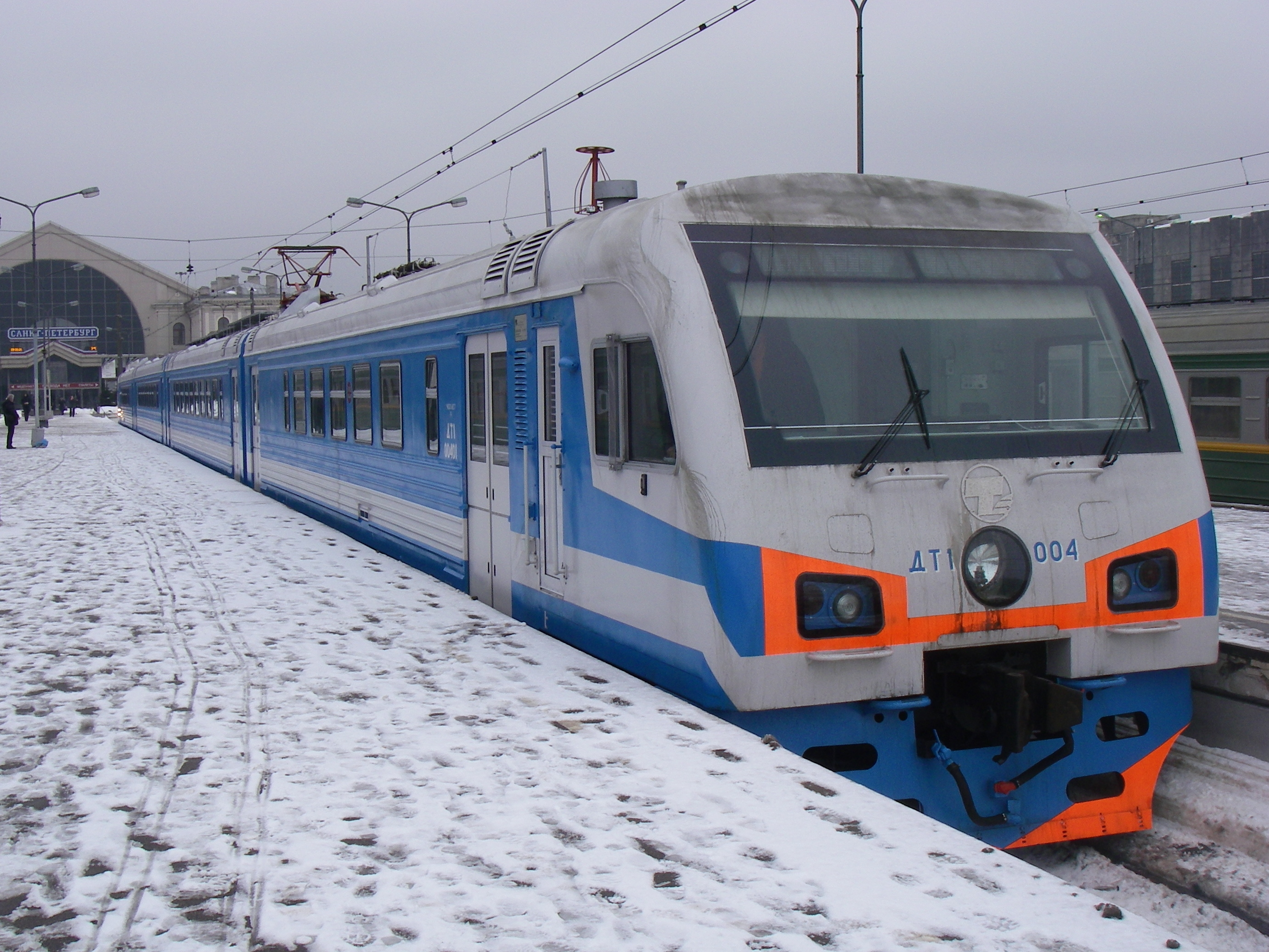
Russischer DT1 (ДТ1)-Triebzug mit Dieselgeneratoren und Stromabnehmer

- Bei der AKN sind dieselelektrische Triebwagen VT A im Einsatz, die bei ausgeschaltetem Dieselantrieb Strom aus der Stromschiene der Hamburger S-Bahn entnehmen können.
- Für den dieselbetriebenen S-Bahn-Vorlaufbetrieb sollten elektrische Triebfahrzeuge der Berliner S-Bahn mit einem zusätzlichen Dieselantrieb ausgerüstet werden. 1994/95 verkehrte ein entsprechend umgerüsteter Zug der Baureihe 485 als  „Duo S-Bahn“ ein Jahr lang im Fahrgastbetrieb als Erprobungsträger. Unter den Beiwagen des Halbzugs 485 114/115 wurde je ein Diesel-Generator-Aggregat mit einer Leistung von 304 Kilowatt installiert.
- Die französische Staatsbahn Société nationale des chemins de fer français besitzt mit den AGC-Varianten B 81500, B 82500, B 83500, B 84500, B 85000 und B 85900 Zweikrafttriebwagen für den Regionalverkehr.[9] Die B 82500 können neben dem Dieselantrieb zwei, die B 83500, B 84500 und  B 85900 sogar drei verschiedene Fahrleitungsspannungen nutzen, sind also Zweikraft- und Mehrsystemfahrzeuge zugleich. Auch die Coradia Polyvalent von Alstom gibt es eine Zweikraftvariante, die sowohl mit Diesel als auch unter Oberleitung verkehren kann. Die Weiterentwicklung Coradia Liner ist im Intercités-Verkehr im Einsatz.
- Bei der RegioTram Kassel verkehren zusätzlich zu den Zweisystemwagen zehn Zweikrafttriebwagen des Typs RegioCitadis von Alstom. Eingesetzt werden sie auf der Strecke nach Wolfhagen, die ab Vellmar-Obervellmar nicht elektrifiziert ist.
- Die Nordhäuser Straßenbahn setzt mit dem Siemens Combino Duo für das Netz der Harzer Schmalspurbahn angepasste Straßenbahnwagen ein, die elektrisch auf dem Straßenbahnnetz und mithilfe eines Dieselmotors auf dem Eisenbahnnetz der Schmalspurbahn verkehren können.
- Die spanische Eisenbahngesellschaft Renfe ließ 15 Fahrzeuge des Typs Talgo 250 mit jeweils zwei Generatorwagen zu Talgo 250 Hybrid umbauen, um diese Hochgeschwindigkeitszüge auch auf nicht elektrifizierten Strecken einsetzen zu können.
- Bei der staatlichen Eisenbahngesellschaft Rossijskije schelesnyje dorogi (RŽD) der Russischen Föderation laufen seit 2005 Triebzüge der Baureihe ДТ1 (DT1), die unter Fahrdraht elektrisch und auf nicht elektrifizierten Strecken dieselelektrisch verkehren.